# حساب ابتدائي
الحسابيات الابتدائية (بالإنجليزية: elementary arithmetic أو elementary arithmetics)‏ هي أبسط أنواع الرياضيات و تهتم بالعمليات الأربعة، الجمع، الطرح، الضرب، القسمة و تتم تدريس الحسابيات الابتدائية في مادة الرياضيات في التعليم الابتدائي.
يبدأ تعليم الحسابيات الابتدائية بتعليم الأعداد الطبيعية والأرقام المستخدمة في كتابتها. وتتطلب حفظ جداول الجمع والضرب. ومن ثم تتقدم المرحلة في تعليم الأعداد الكسرية والأعداد العشرية ومن ثم الأعداد السالبة وتمثيلها على مستقيم الأعداد.

## الروابط الخارجية
- تحفة الأحباب في علم الحساب وثيقة من القرن الخامس عشر الميلادي تتناول العمليات الحسابية الأساسية